# 増田熙男
増田 熙男（ますだ ひろお、1937年（昭和12年）9月1日 - ）は、日本の銀行家、大蔵官僚。元東和銀行頭取、元岩手県副知事。

## 経歴
東京大学法学部卒業後の1962年4月に大蔵省に入省。1987年7月より2年間岩手県副知事を務める。大蔵省大臣官房審議官、生命保険協会常務理事を歴任後の1992年7月に東和銀行に顧問として入行。1993年6月に取締役副頭取、1994年6月に代表取締役頭取に就任。在任中はATMの365日稼動や郵便貯金やセブン銀行との相互利用・利用提携の開始などの施策を実行したが、2007年5月、経営赤字の責任を取り、辞任した。